# OS/360 HASP
Az OS/360 HASP (Houston Automatic Spooling System) az OS/360 kiegészítése két feladathoz:
1. A beérkező JOB-ok kezelése, sorbaállítása a processzoron való végrehajtáshoz.
2. Lehetővé tegye a JOB-ok küldését, kezelését, végrehajtásának ellenőrzését távoli terminálról, amely úgynevezett Remote Job Entry, vagy TypeWriter Terminál is lehet. A távoli kezelés fejlesztésére a Delfti Egyetemen került sor, amelyen magyar szakember is részt vett: dr. Gyarmati Péter. A végső tesztelések a bécsi IBM központban folytak.

Később a megoldás az újabb OS, az OS/VS része lett, és kiegészült a PL/I terminállal.